# Kronikalni roman
Kronikalni roman je oblika zgodovinskega romana, kjer je preteklo dogajanje predstavljeno tako, kakor da bi se dogajalo v pripovedovalčevi neposredni časovni bližini. Avtor nastopa v vlogi fiktivnega najditelja, izdajatelja, urednika ali komentatorja kronike ali rokopisa ali dnevnika, ki naj bi jih napisal star kronist.
Kronikalna pripoved je v nemški literaturi oznaka za pripovedni žanr, ki bralcu posreduje ohranjene ali ponovno najdene spise, kar je pogosto napovedano že v naslovu. Da bi vzbudil vtis avtentičnosti, avtor uporablja jezikovna sredstva takratnega časa.

## Zgodovina kronikalne pripovedi
Kronikalna pripoved se začne pri Nemcih med 16. in 18. stoletjem. Za začetnika velja Brentano, s svojim fragmentom Aus der Chronika eines fahrenden Schülers (1803/1817). Razcvet se je zgodil v Švici po objavi romana Die Bernsteinhexe [Bernsteinska čarovnica] pisatelja Wilhelma Meinholda (1826, obj. 1843). Kronikalna pripoved kaže romantično veselje do falsificiranja oz. mistificiranja, ki se artikulira v neznanstveni in samovoljni rekonstrukciji nekdanjega jezika.

## Slovenska kronikalna pripoved
Slovenski kronikalni pisci so se zgledovali po nemških. Ivan Tavčar se je pri pisanju Visoške kronike zgledoval po romanih  Wilhelma Raabeja Lorenz Scheibenhart (1858) in Theodorja Storma Renate (1878). Kroniko pri Tavčarju piše kmet, kar za Nemce ni značilno, in iz tega izhaja nacionalna relevantnost besedila, ki presega psevdohistorični značaj nemških zgledov. Visoška kronika ne sledi maniri sistematičnega arhaiziranja jezika, ampak se osredotoči na posamična sredstva, predvsem vrstni red in ponavljanja. Najbolj arhaično učinkuje uporaba biblijskega jezika oz. prežetost z religiozno miselnostjo.

## Avtorji kronikalnih pripovedi
- Nemški: Brentano, Adalbert Stifter, W. H. Riehl, Gottfried Keller, C. F. Meyer, Wilhelm Raabe, Theodor Storm
- Švicarski: Wilhelm Meinhold, J. M. Usteri
- Slovaški: Peter Jilemnický
- Češki: František Otto Babler, Alois Mrštík, Vilém Mrštík, Emilian Glocar
- Ruski: S. T. Askakov, M. J. Saltykov-Ščedrin, M. Gorkij, L. Leonov, K. Fedin, Nikolaj Semënovič Leskov
- Angleški: Simon Schama
- Hrvaški: Petar Grgec, Mirko Glojnarić, Ivan Raos, Ivan Kušan
- Madžarski: Gábor Czakó

### Slovenski avtorji
- Ivan Tavčar: Visoška kronika, Grajski pisar, podlistek Velikonočni čudež
- Miško Kranjec: Pisarna: Kronika oblasti, ki je od boga
- Željko Kozinc: Brezjansko polje: Dramska kronika v trinajstih slikah
- Makso Šnuderl: Osvobojene meje: Kronika Maribora in slovenske severne meje v letih 1918/19
- Hinko Nučič: Igralčeva kronika
- Janko Moder: Sveta zemlja: Kronika slovenskega rodu
- Karel Grabeljšek: Med strahom in dolžnostjo: Kronika osamele domačije
- Matevž Hace: Kronika stare Streharjeve družine
- Stanko Cajnkar: Križnarjevi: Kronika preproste slovenske družine
- Boris Pahor: Nomadi brez oaze: Afriška kronika
- Ivan Lah: Gospod Vitič, Gura in sinovi v Ivan Lah: Vaška kronika
- Jani Virk: 1895, potres: Kronika nenadejane ljubezni
- Lucijan Vuga: Hiša na meji: Romanisirana kronika
- Kajetan Kovič: Pot v Trento
- Miloš Mikeln: Veliki voz
- Bogdan Novak: Lipa zelenela je
- Jože Dular : Krka pa teče naprej
- Fran Jaklič : Peklena svoboda
- Fran Jaklič : V graščinskem jarmu
- Ignac Jereb : Prekletstvo
- Ilka Vašte : Gričarji